# جورج ماتيو
جورج ماتيو (بالفرنسية: Georges Mathieu)‏ هو ميدالي ‏ ورسام فرنسي، ولد في 27 يناير 1921 ، في بولوني سور مير في فرنسا، وتوفي في 10 يونيو 2012 في باريس في فرنسا.

## وصلات خارجية
- الموقع الرسمي
- جورج ماتيو على موقع الموسوعة البريطانية (الإنجليزية)